# Else Hirsch
Ne doit pas être confondu avec Else Hirschberg.
Pour les articles homonymes, voir Hirsch.
Else Hirsch, née le 29 juillet 1889 à Bützow et morte en 1942 ou 1943 à Riga, est une enseignante juive de Bochum et membre de la résistance intérieure au nazisme en Allemagne. Elle a organisé le transport d'enfants juifs vers les Pays-Bas et l'Angleterre, les sauvant de la déportation vers les camps d'extermination et de la mort. Enfermée dans le ghetto de Riga, elle y meurt à l'âge de 53 ou 54 ans.

## Biographie
Else Hirsch naît à Bützow, dans le grand-duché de Mecklembourg-Schwerin. Fin 1926, elle quitte Berlin et s'installe avec sa mère à Bochum. Malgré ses qualifications pour enseigner à des enfants de grande section, elle est au chômage puis elle est assignée à un poste dans une école juive. Après une déception initiale, elle s'investit dans son travail. Pendant ses heures libres, elle travaille au Club des femmes juives de Bochum et elle enseigne l'hébreu à de jeunes élèves, jusqu'en automne 1933 où ces activités deviennent interdites par les autorités nazies,.
En octobre 1937, Else Hirsch prend des cours d'anglais au Reichsvertretung der Deutschen Juden (en) de Berlin afin de donner à son tour des leçons à ceux qui souhaitent émigrer. En juin 1938, elle se rend en Palestine mandataire.
Le 11 novembre 1938, lors la nuit de Cristal, la synagogue de Bochum est détruite par un incendie. L'école juive est également détruite par la Sturmabteilung. Par la suite, tous les représentants officiels de la communauté juive sont déportés. Else Hirsch lutte pour la réouverture de l'école mais ses efforts restent vains. En coopération avec le Reichsvertretung, elle organise un réseau de transport pour les enfants et les adolescents. Entre décembre 1938 et août 1939, elle a mené dix opérations de ce type vers les Pays-Bas et l'Angleterre,. Elle veille à toute la préparation de ces transferts : elle remplit de longs formulaires, enregistre les enfants, recueille les documents nécessaires, envoie les informations à Londres, vérifie les visas de sortie, réserve des places assises dans les trains, maintient le contact avec les parents.
En septembre 1941, elle est la dernière enseignante juive encore présente auprès des enfants scolarisés lorsque l'école a fermé. L'émigration des Juifs est devenue illégale après 1941,. Fin juin 1942, Else Hirsch est déportée avec certains de ses élèves vers le ghetto de Riga. D'après un élève survivant, elle poursuit quelque temps ses activités d'institutrice et organise des distributions de repas pour les personnes âgées et affaiblies. La dernière fois que son ancien élève l'a croisée, elle cueillait des orties et des pissenlits pour les offrir en nourriture aux personnes âgées. Elle meurt au ghetto de Riga en 1942 ou 1943.

## Postérité
Une rue à Bochum et une autre à Bad Lausick portent son nom. Un Stolpersteine à sa mémoire se trouve à Huestraße 28 à Bochum, où elle a enseigné de 1927 à 1941.